# 맥맨션

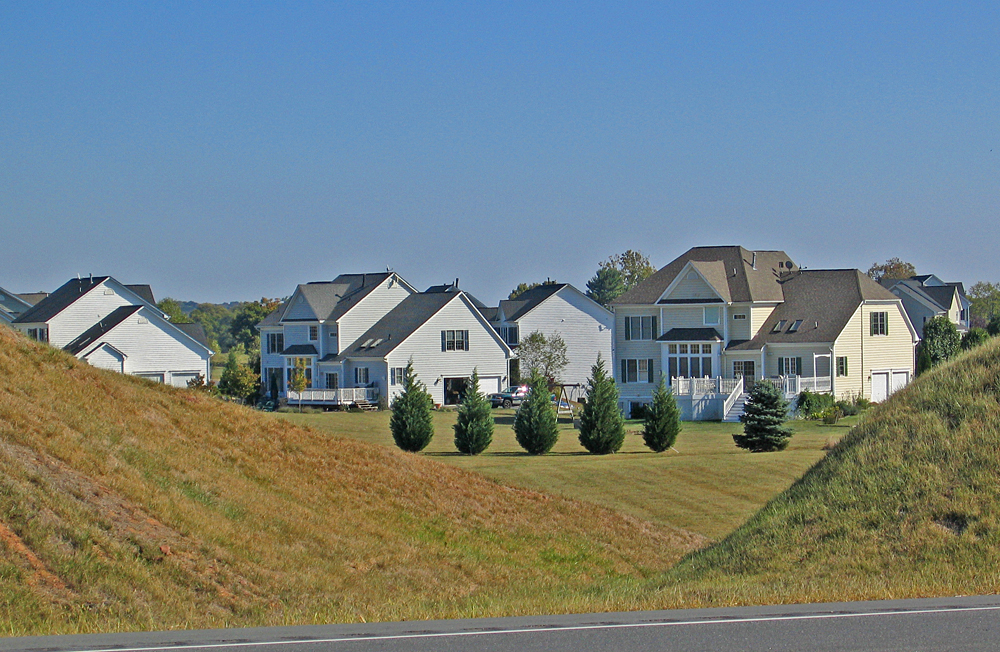
버지니아주 리스버그의 맥맨션

맥맨션(McMansion)은 미국의 중산층에게 판매되는 교외 지역 사회의 대규모 "대량 생산" 주택을 경멸하는 용어이다.
이 건물 스타일을 정의하는 공통 특징에 대한 첫 번째 설명도 제공한 버지니아 새비지 맥알레스터(Virginia Savage McAlester)는 보다 중립적인 용어인 밀레니엄 맨션(Millennium Mansion)을 만들었다. 맥워드(McWord)의 한 예인 "맥맨션"은 미국 레스토랑 체인인 맥도날드를 연상시켜 이러한 고급 주택의 일반적인 품질을 대량 생산 패스트푸드의 품질과 연관시킨다.
맥맨션이라는 신조어는 1980년대 초반에 만들어진 것으로 보인다. 1990년 로스앤젤레스 타임스와 1998년 뉴욕 타임스에 게재되었다. "McMansions"를 설명하는 데 사용된 다른 용어로는 "Persian Palace", "Garage Mahal", "starter castle" 및 "Hummer house"가 있다. 마케팅 용어에서는 종종 tract mansion 또는 executive homes이라는 용어를 사용한다.

## 같이 보기
- 맨션
- 스프롤 현상